# Shua jezik
Shua jezik (mashuakwe, shua-khwe, tshumakwe; ISO 639-3: shg), najvažniji jezik skupine tshu-khwe, kojsanska porodica, kojim govori 6 000 ljudi (2004 R. Cook) u bocvanskom distriktu Central.
Postoje brojni dijalekti: shua-khwe (mashuakwe), nǀoo-khwe (nǀoo, nǁookhwe), ǀoree-khwe (ǀoree, ǀkoree-khoe), ǁ’aiye (ǀaaye), ǀxaise (ǀhaise, ǀtaise, ǀhais, ǀais), tshidi-khwe (tsh’iti, tcaiti, sili, shete tsere), danisi (danisis, danisa, demisa, madenasse, madenassa, madinnisane; 100 Voegelin and Voegelin 1977), cara, deti, ganádi;. Posljednja dva dijalekta nekada su bila priznata samostalnim jezicima.

## Vanjske poveznice
- Ethnologue (14th)
- Ethnologue (15th)